# Необычный друг (мультфильм)
«Необычный друг» — советский рисованный мультипликационный фильм по сценарию Юрия Яковлева по его рассказу «Я иду за носорогом».

## Сюжет
Мультфильм повествует о дружбе мальчика и носорога.

## Создатели
- Автор сценария: Юрий Яковлев
- Режиссёр: Стелла Аристакесова
- Художники-постановщики: С. Калачёв, Константин Карпов
- Композитор: Евгений Ботяров
- Оператор: Кабул Расулов
- Звукооператор: Борис Фильчиков
- Художники-мультипликаторы: Галина Баринова, Александр Горленко, Эльвира Маслова, Александр Мазаев, Иосиф Куроян, Владимир Зарубин, Елена Малашенкова, Ольга Орлова, Олег Сафронов, Л. Крылова
- Художники: Ирина Светлица, Елена Гололобова, Елена Танненберг
- Монтаж: Галины Смирновой
- Ассистенты: Татьяна Домбровская, Светлана Скребнёва
- Редактор: Наталья Абрамова
- Директор картины: Любовь Бутырина
- Роли озвучивали:
  - Светлана Харлап — мальчик Алексей Бочаров,
  - Евгений Леонов — текст от автора / носорог Носик,
  - Елена Камбурова — учительница Валентина Васильевна,
  - Татьяна Пельтцер — работница зоопарка